# Radeburg

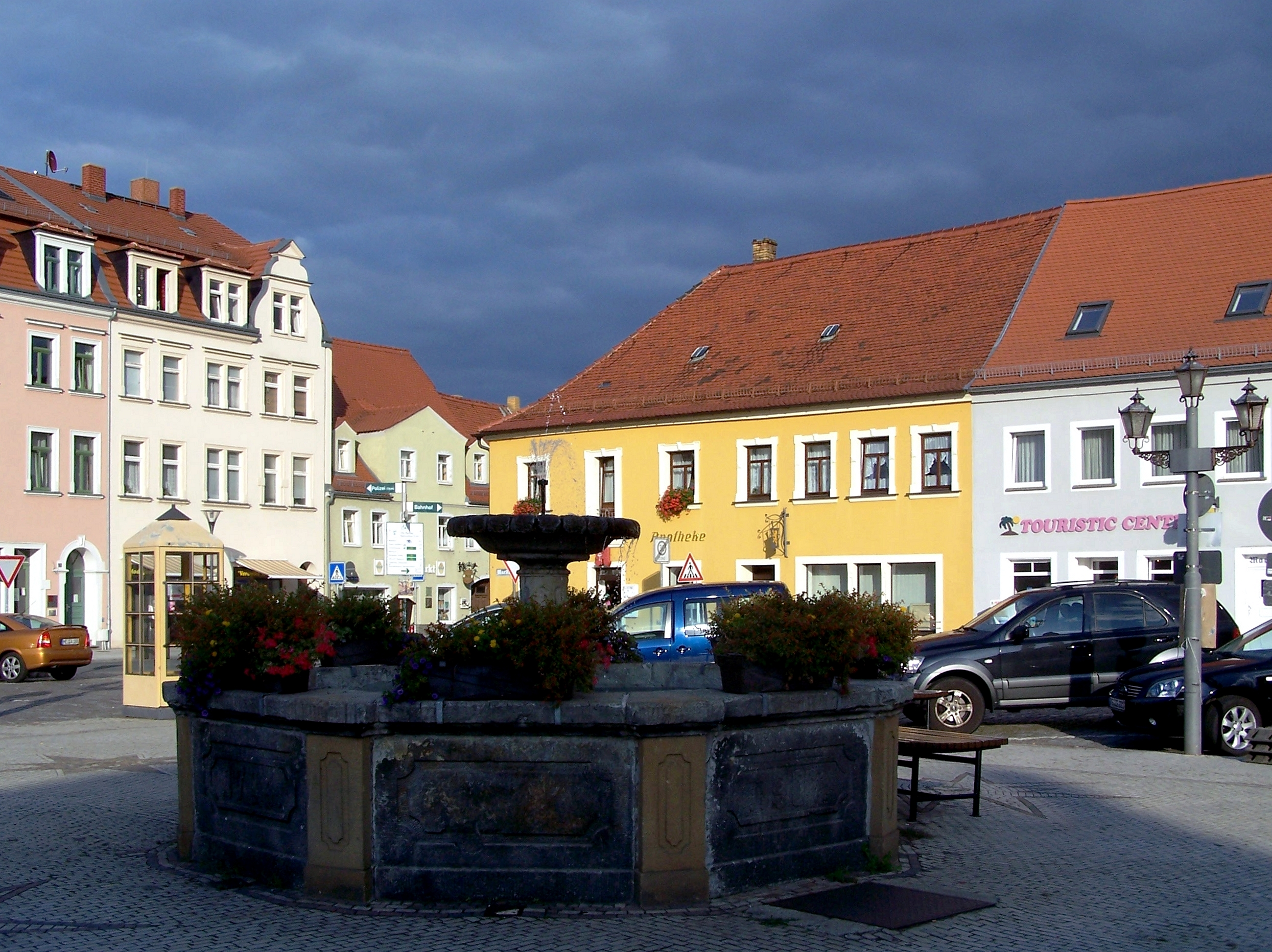
Brunnen auf dem Marktplatz

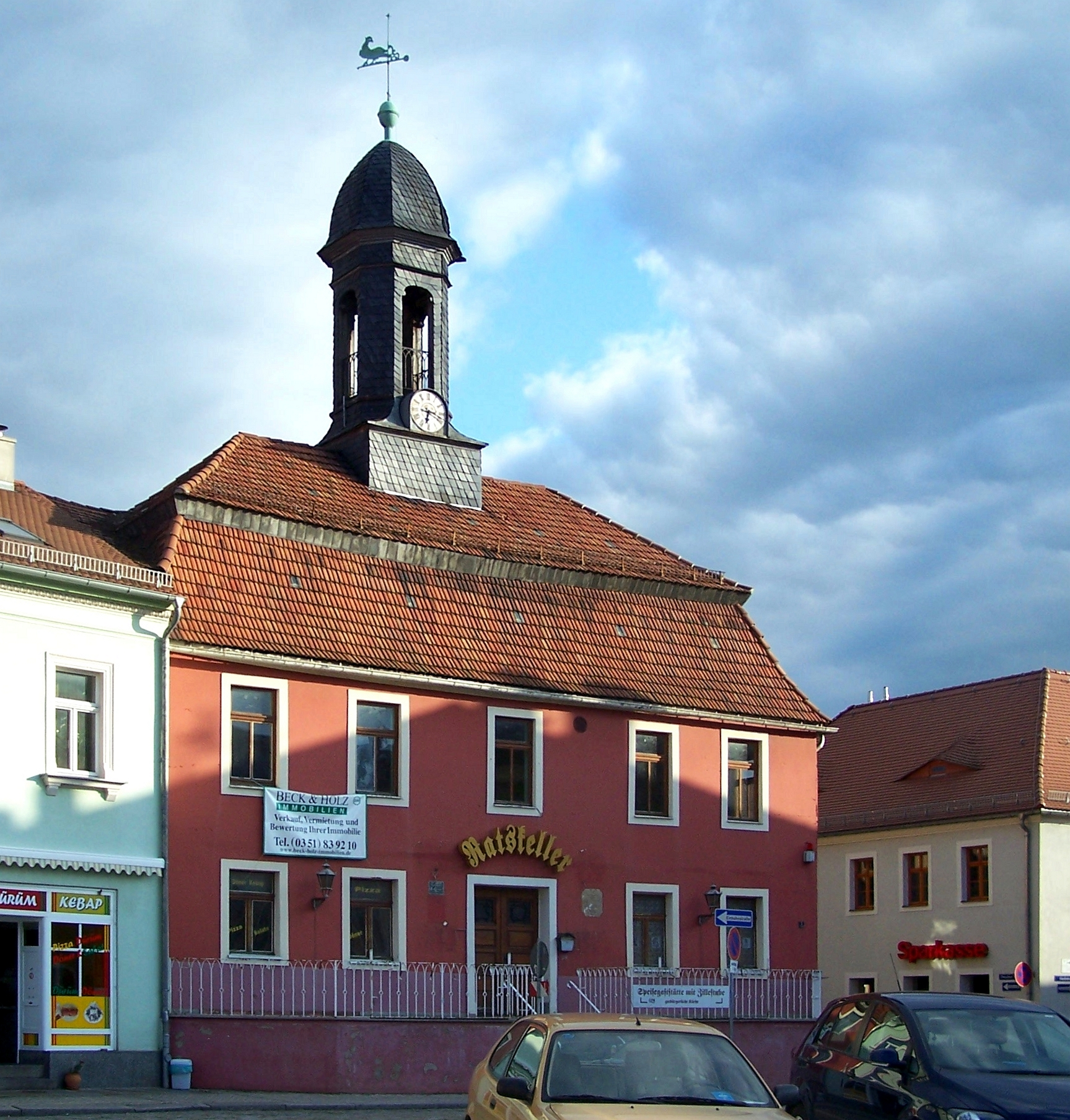
Ratskeller am Marktplatz

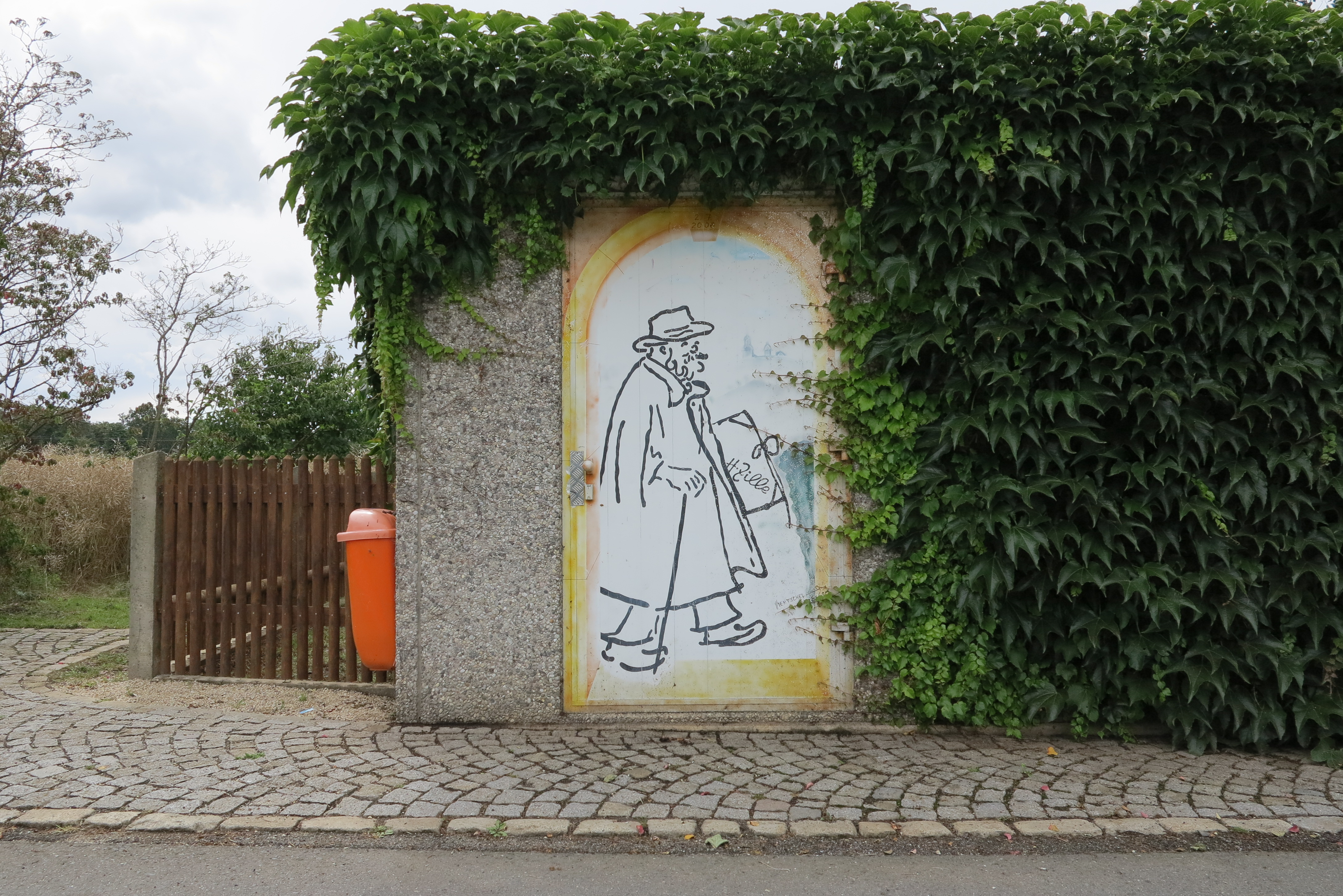
Station am Heinrich-Zille-Radweg

Radeburg ist eine Kleinstadt im sächsischen Landkreis Meißen. Sie liegt etwa 12 Kilometer nördlich der sächsischen Landeshauptstadt Dresden an der Bundesautobahn 13 von Dresden nach Berlin.

## Geographie

### Nachbargemeinden
Angrenzende Gemeinden sind Moritzburg, Laußnitz, Ottendorf-Okrilla, Ebersbach und Thiendorf.
| Ebersbach  | Ebersbach                                   | Thiendorf         |
| Moritzburg | Kompassrose, die auf Nachbargemeinden zeigt | Laußnitz          |
| Moritzburg | Dresden                                     | Ottendorf-Okrilla |

### Stadtgliederung
| - Radeburg – Stadt - Radeburg – Ziegelei - Bärnsdorf | - Cunnertswalde - Bärwalde - Berbisdorf | - Großdittmannsdorf - Boden - Kurort Volkersdorf |

### Naturraum
Die Landschaft wird im Süden – zwischen Volkersdorf und der Röder – durch die offene Kleinkuppenlandschaft geprägt, westlich vom Friedewald und nördlich von der Großenhainer Pflege. Östlich schließen mit der Radeburger Heide die Königsbrück-Ruhlander Heiden an.

## Geschichte

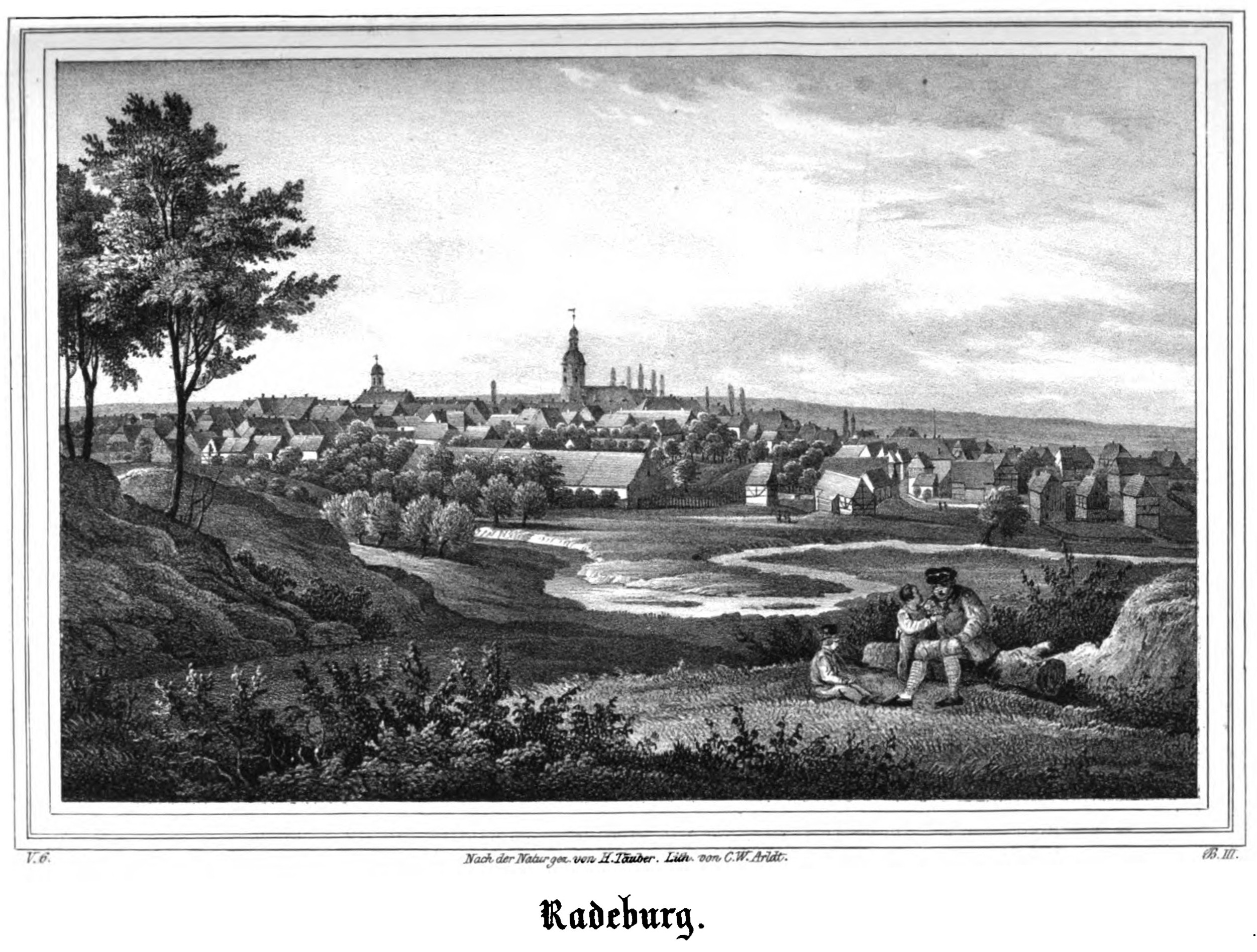
Radeburg (um 1800)

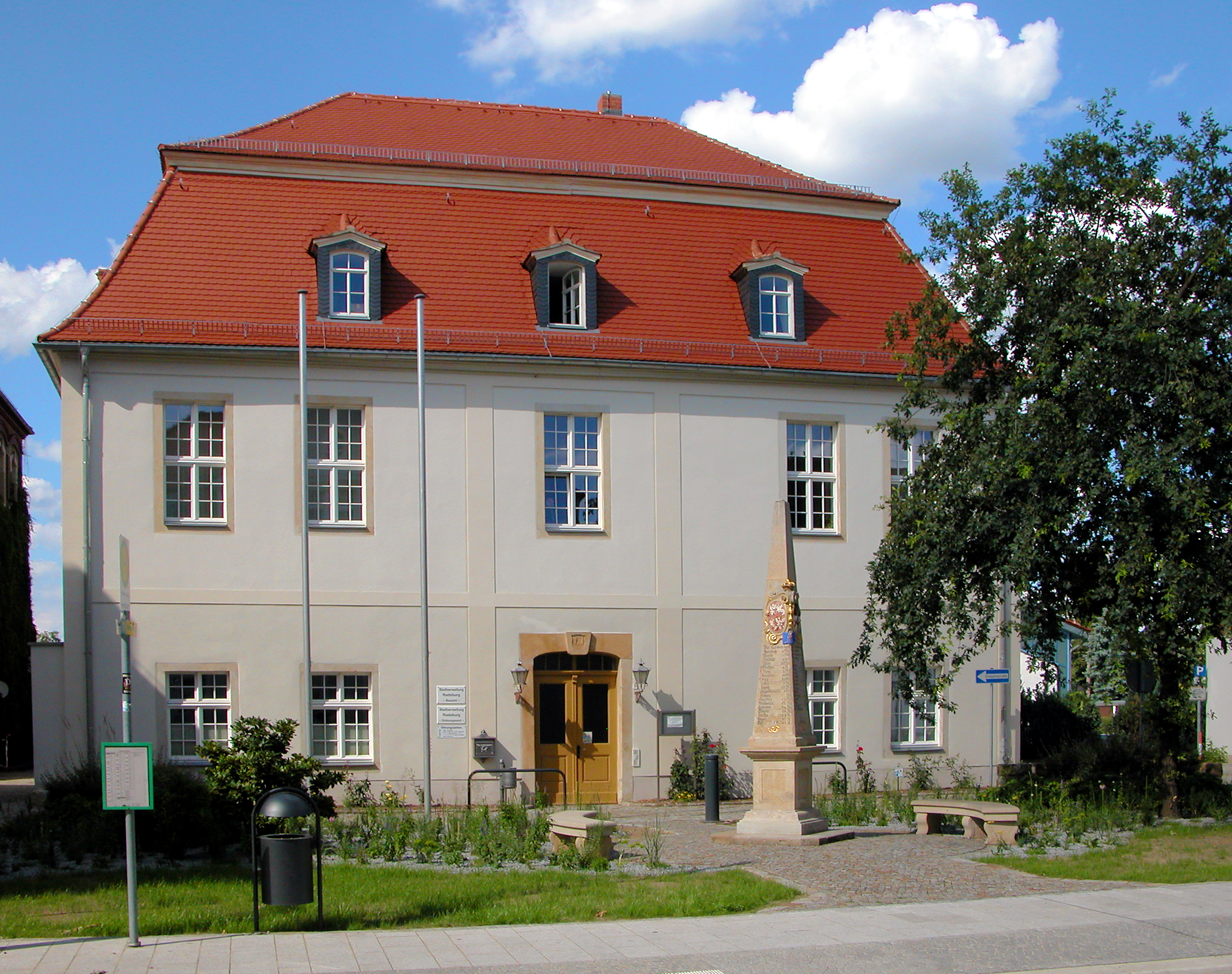
Herrenhaus des ehem. Ritterguts Radeburg

Radeburg wurde nach 1150 an einer Furt über die Röder planmäßig angelegt und erstmals 1248 urkundlich erwähnt. Im Jahr 1288 wurde Radeburg erstmals als oppidum erwähnt, weshalb Radeburg zu diesem Zeitpunkt bereits Stadtrecht (Magdeburger Recht) besessen haben muss.
Im Dreißigjährigen Krieg verlor Radeburg mehr als die Hälfte seiner Bevölkerung, während des Nordischen Krieges lagerten die Schweden bei Radeburg („Schwedenstein“), im Siebenjährigen Krieg die Preußen, 1813 Napoleon I. Am 16. September 1884 erhielt die Stadt mit der Lößnitzgrundbahn nach Radebeul einen Schmalspurbahnanschluss, der noch heute besteht. Industrie siedelte sich in Radeburg kaum an, bedeutend waren lediglich die Schamotte- und die Glasindustrie. Kurzzeitig (1921–29) war Radeburg auch Firmensitz des Pharmaunternehmens Madaus AG. In den 1970er Jahren wurde die industrielle Geflügelhaltung (KIM) zu einem bedeutenden Wirtschaftsfaktor in der Stadt. Der Betrieb VEB Frischeierproduktion Radeburg war bis 1990 Teil des Kombinats Industrielle Tierproduktion. Diese Industrie ist jedoch seit der Wende 1989/90 nur noch von geringer Bedeutung. Seit 1993 hat Radeburg ein Industrie- und Gewerbegebiet, das im Süden und unmittelbar an der 1935 in Betrieb genommenen A 13 liegt.
Am 1. Januar 1974 wurde Bärwalde als Ortsteil nach Radeburg eingemeindet. Am 1. Januar 1999 wurde Radeburg bei einem Gemeindezusammenschluss mit Promnitztal und Großdittmannsdorf vereinigt. Die neu gebildete Kommune trägt weiterhin den Namen Radeburg. Die am 1. März 1994 durch Gemeindezusammenschluss in Promnitztal aufgegangenen Kommunen Berbisdorf, Bärnsdorf und Kurort Volkersdorf blieben eigenständige Ortsteile.

### Wappen
Beschreibung: „In Schwarz eine gezinnte goldene Wehrmauer mit zwei aufgesetzten goldenen Türmen mit roten Spitzdächern und goldenen Knäufen; der rechte Turm mit zwei Fenstern und drei kleinen Satteltürmen, der linke Turm mit einem Fenster.“

### Eingemeindungen und Ortszusammenschlüsse
- 1. Januar 1974: Bärwalde;
- 1. Januar 1999: Promnitztal, das am 1. März 1994 aus den Gemeinden Bärnsdorf, Berbisdorf und Kurort Volkersdorf gebildet wurde;
- 1. Januar 1999: Großdittmannsdorf mit dem am 1. Oktober 1949 eingemeindeten Ortsteil Boden

### Einwohnerentwicklung
| Jahr      | 1834  | 1990  | 2000  | 2007    | 2009  | 2012  | 2013  | 2017  | 2018  | 2020  |
| Einwohner | 1.967 | 7.512 | 7.903 | 7.879 * | 7.661 | 7.387 | 7.371 | 7.309 | 7.325 | 7.268 |

 Datenquelle ab 2000: Statistisches Landesamt Sachsen

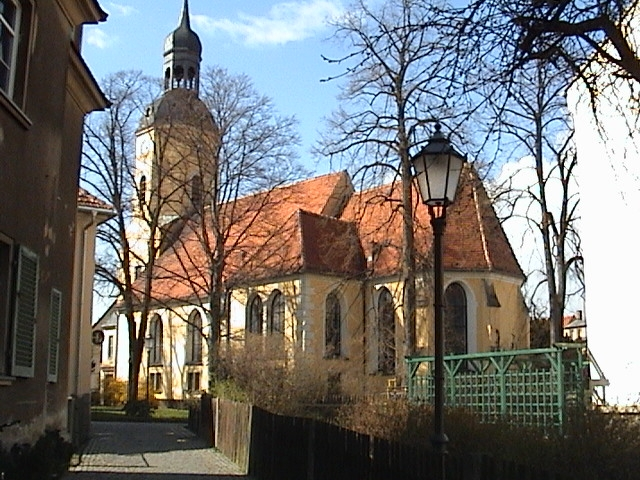
Evangelische Stadtkirche

## Religionen
1539 wurde die Reformation eingeführt. Die Mehrheit der konfessionell gebundenen Einwohner gehört der evangelisch-lutherischen Kirchgemeinde an, die ein eigenes Pfarramt und ein Kirchengebäude besitzt. Kirchen stehen auch in den Ortsteilen Bärwalde, Berbisdorf, Großdittmannsdorf sowie Bärnsdorf, das auch ein eigenes Pfarramt hat. Für eine katholische Minderheit steht eine Kapelle zur Verfügung.

## Politik

### Stadtrat
Das Ergebnis der Kommunalwahl am 9. Juni 2024 ist  aus den nebenstehenden Diagrammen ersichtlich.

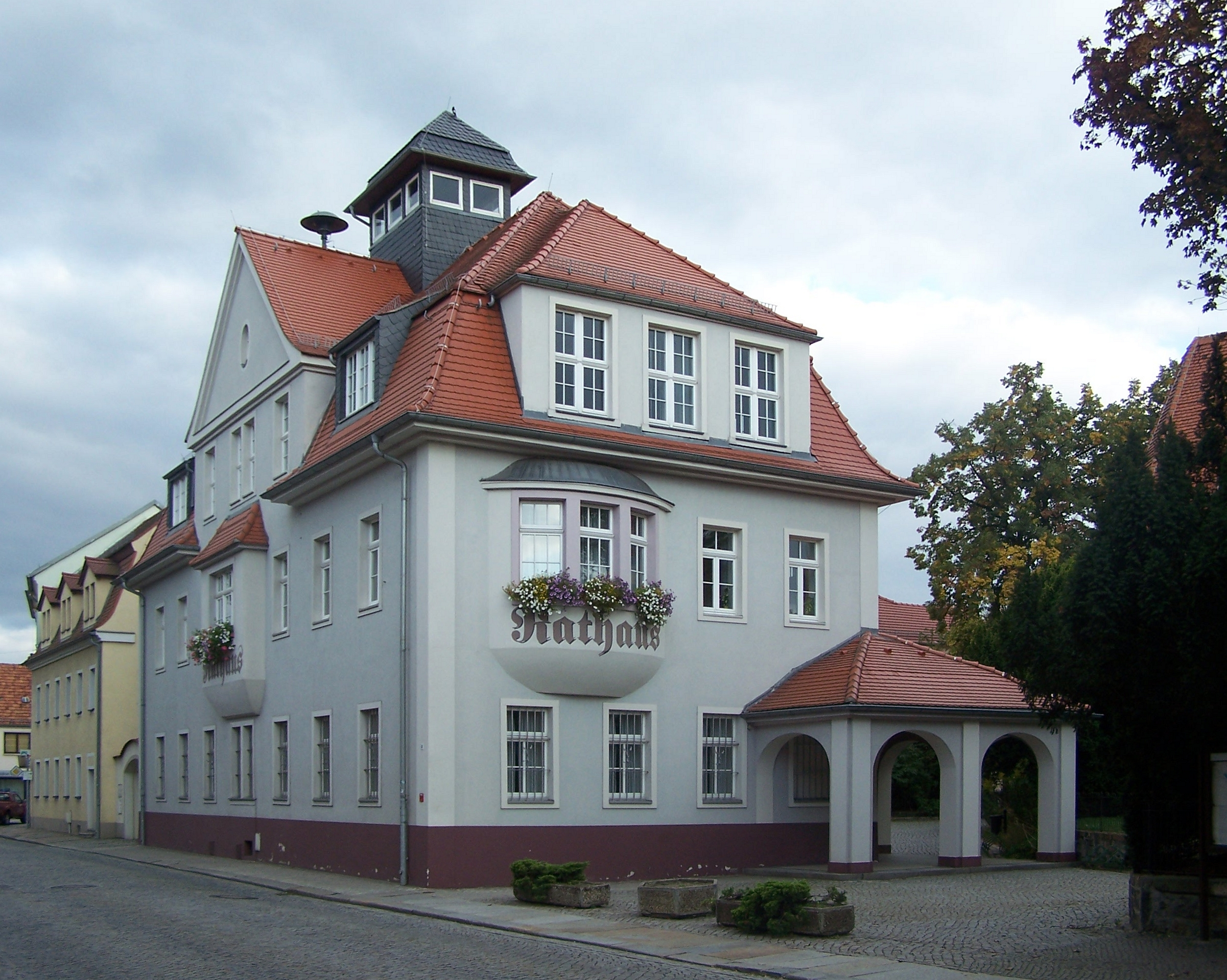
Rathaus Radeburg

| Wahlvorschlag    | 2024   | 2024   | 2019   | 2019   | 2014   | 2014   |
| Wahlvorschlag    | Sitze  | in %   | Sitze  | in %   | Sitze  | in %   |
| ---------------- | ------ | ------ | ------ | ------ | ------ | ------ |
| AfD              | 5      | 26,6   | 1      | 19,2   | –      | –      |
| CDU              | 5      | 26,0   | 6      | 33,1   | 9      | 46,4   |
| WiR              | 4      | 23,2   | –      | –      | –      | –      |
| ULR              | 2      | 12,5   | 4      | 19,7   | 4      | 20,2   |
| Linke            | 1      | 5,4    | 2      | 10,3   | 2      | 12,4   |
| Bürgerinitiative | 1      | 3,5    | 1      | 8,6    | 1      | 6,1    |
| SPD              | –      | 2,7    | 1      | 9,0    | 2      | 10,8   |
| FDP              | –      | –      | –      | –      | –      | 4,0    |
| Wahlbeteiligung  | 72,5 % | 72,5 % | 67,6 % | 67,6 % | 51,3 % | 51,3 % |

### Bürgermeister
Am 29. März 2020 wurde Michaela Ritter (parteilos), ohne Gegenkandidaten, zum zweiten Male als Bürgermeisterin der Stadt Radeburg gewählt.
| Wahl | Bürgermeister         | Vorschlag | Wahlergebnis (in %) |
| ---- | --------------------- | --------- | ------------------- |
| 2020 | Karin Michaela Ritter | Ritter    | 98,1                |
| 2013 | Karin Michaela Ritter | Ritter    | 71,2                |
| 2006 | Dieter Jesse          | Jesse     | 79,2                |

### Städtepartnerschaften
Radeburg hat Partnerschaften geschlossen mit
- Edenkoben in Rheinland-Pfalz
- Frýdlant nad Ostravicí in Tschechien
- Argenbühl in Baden-Württemberg (übernommen vom Ortsteil Berbisdorf)
- Cieszanów in Polen

## Kultur

### Dialekt
In Radeburg wird eine spezielle Form des sächsischen Dialektes gesprochen: das Südostmeißnische, welches einen der fünf meißnischen Dialekte darstellt.

### Musik
Der Kultur- und Heimatverein in Radeburg hat einen eigenen Chor. Außerdem bestehen ein Kirchenchor, ein Flötenkreis und ein Posaunenchor der evangelisch-lutherischen Kirchengemeinde.

### Regelmäßige Veranstaltungen
In Radeburg findet jährlich am Faschingssonntag der größte Karnevalsumzug Sachsens statt. Weiterhin gibt es zahlreiche Veranstaltungen zu Ehren Heinrich Zilles, der Heinrich-Zille-Weihnachtsmarkt, der Heinrich-Zille-Lauf sowie die Heinrich-Zille-Kneipennacht.
Im Herbst findet seit 2005 das vom Gewerbeverein veranstaltete Vogelscheuchenfest statt. Die Radeburger werden dazu aufgerufen, eine Vogelscheuche zu bauen und diese in der Woche vor dem Fest an die Röder zu tragen, wo das Fest stattfindet. Die schönsten Vogelscheuchen werden von einer Jury ausgewählt und prämiert.
Seit 2006 findet in Radeburg das vom Kellercrew Jugendverein veranstaltete Keller Open Air Festival statt. Das Festival im Sommer zieht junge Bands aus dem gesamten Bundesgebiet an. Jährlich besuchen rund 250 Leute das Festival. In gemütlicher Atmosphäre feiern hier Publikum, Bands und Veranstalter ganze 2 Tage.

### Heimatmuseum Radeburg
Das Heimatmuseum Radeburg befindet sich in dem 1813 errichteten Stadthaus, welches von 1894 bis 1952 als Amtsgericht diente. Die Idee zur Gründung eines Museums entstand anlässlich des Heimatfestes 1907. Der Vorsitzende des Verschönerungsvereins, Schuldirektor und Lehrer – Paul Subklew – ermutigte die Radeburger, Gegenstände jeglicher Art zu sammeln, die die Vergangenheit ihrer Heimat dokumentieren. Diese Leihgaben und Schenkungen bildeten neben archäologischen Funden aus der Bronzezeit den Grundstock für das Museum. 1954 erhielt es sein endgültiges Domizil im Stadthaus und späteren Amtsgericht der Stadt.
2017 wurde das Gebäude, in dem das Heimatmuseum untergebracht ist, komplett saniert. So wurde es möglich, neben den Ausstellungsräumen auch einen Fundus, Sonderausstellungsräume sowie einen Raum für museumspädagogische Arbeit und die Heimatforschung einzurichten. Im gleichen Zeitraum wurde die Ausstellung des Heimatmuseums neu konzipiert und komplett überarbeitet.
Die neue Dauerausstellung wurde am 8. Dezember 2018 feierlich eröffnet. Aus der Sammlung des Museums sind Möbel des 19. Jahrhunderts, historische Waffen und Zeugnisse des Schützenwesens, Gegenstände aus Haushalt und Handwerk, Ansichten Radeburgs und Teile der umfangreichen archäologische Sammlung zur späten Bronzezeit (Lausitzer Kultur) zu sehen. Erstmals befasst sich die neue Dauerausstellung auch mit der Nachkriegsgeschichte und der Zeit der DDR. Ein wichtiger Schwerpunkt des Museums ist die aus Originalen Zeichnungen, Grafiken und Briefen bestehende Sammlung zu Heinrich Zille. Dem berühmten Maler des Berliner Alltagslebens wurde ein eigenes Kabinett innerhalb der neuen Ausstellung gewidmet. Hier findet der interessierte Besucher viel Wissenswertes über den Künstler, auch originale Werke werden gezeigt. Im Andenken an Zilles Zeichenkunst werden in regelmäßigen Sonderausstellungen Karikaturen gezeigt und zusammen mit der Galerie Komische Meister Dresden der Heinrich-Zille-Karikaturenpreis ausgelobt.

### Kulturbahnhof Radeburg
In dem alten Güterboden des Radeburger Bahnhofes finden regelmäßig Veranstaltungen statt. Der Kulturbahnhof bietet Raum für Ausstellungen, Vorträge, Lesungen, Konzerte, Theaterstücke und einmalige Feierlichkeiten wie den Zille-Ball.

## Sehenswürdigkeiten

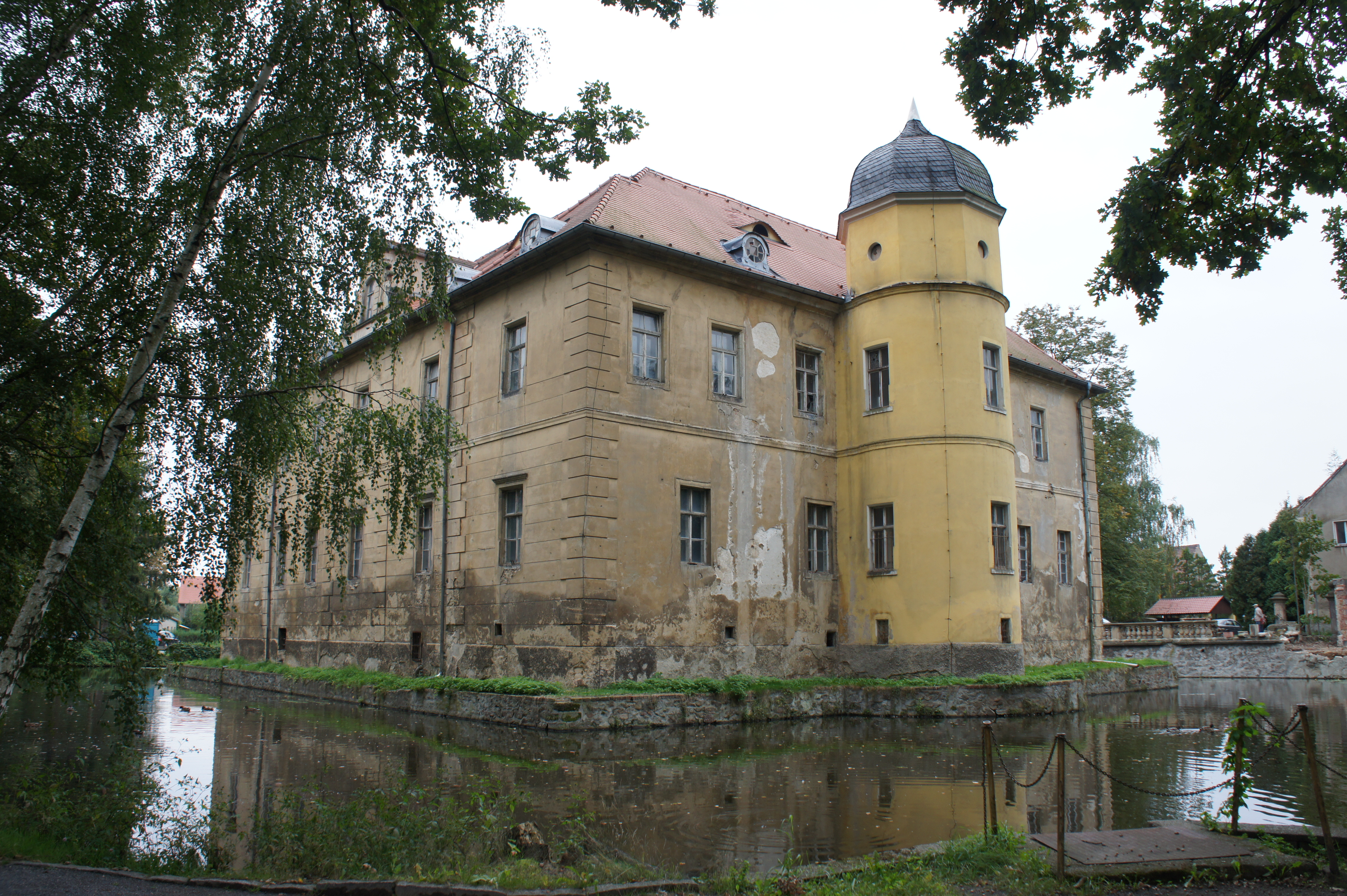
Wasserschloss Berbisdorf

### Stadtpark
Der Heinrich-Zille-Hain ist ein an der Promnitz gelegener, etwa 22.500 m² großer Stadtpark. Zwischen den Wegen befinden sich Wiesen, mehrere große alte Buchen, ein Springbrunnen und daneben ein Spielplatz.

### Gedenkstätten

#### Heinrich-Zille-Gedenkstein

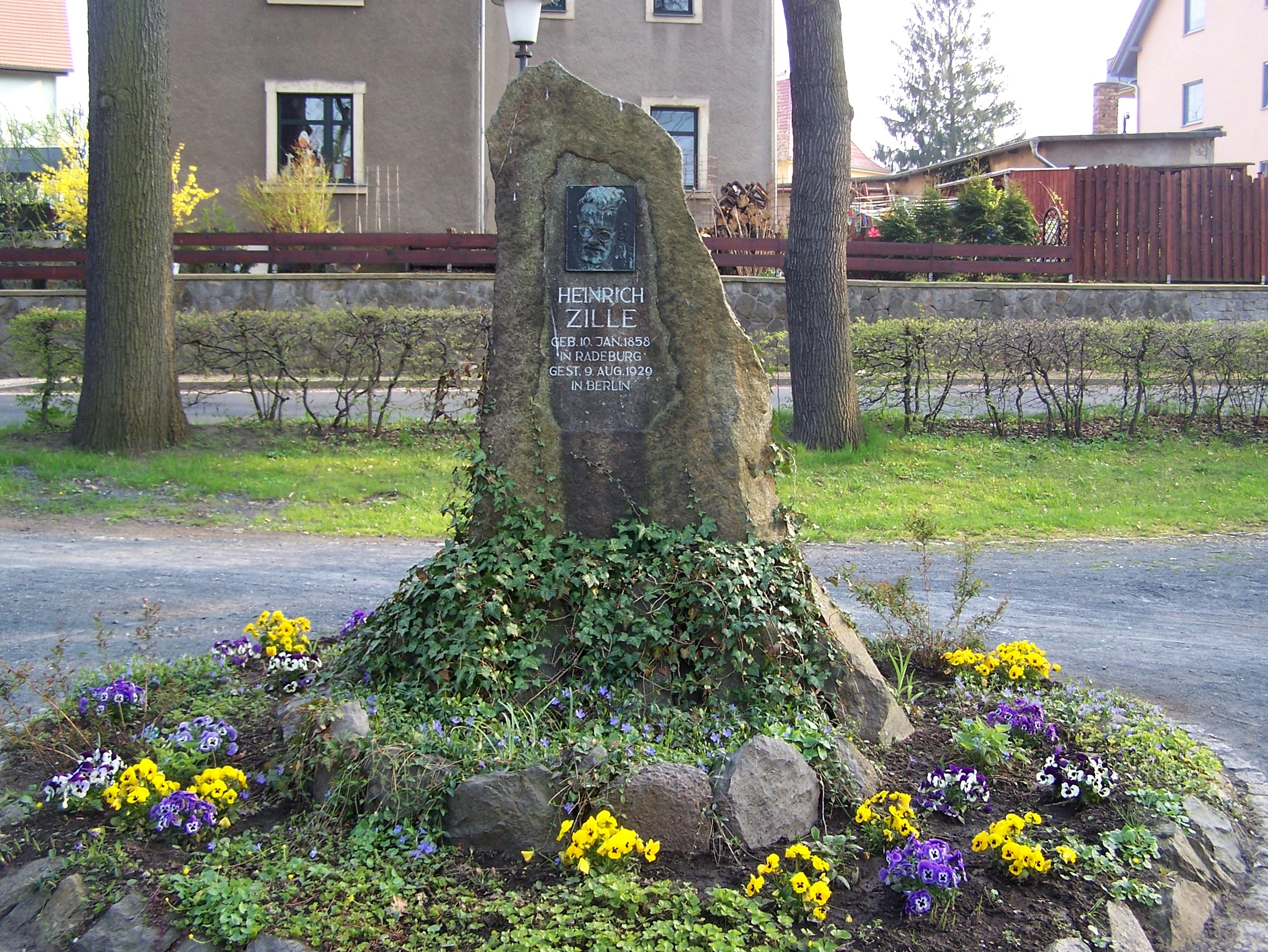
Heinrich-Zille-Gedenkstein im Zille-Hain

Der Heinrich-Zille-Gedenkstein wurde 1945, zum 25. Todestag Zilles, feierlich von der Stadt eingeweiht. Den Gedenkstein umrahmt ein kleiner rondellartiger Steingarten. Die Anlage ist dem Grabstein Zilles in Berlin nachempfunden.

#### Wettinsäule/VdN-Denkmal
Die Wettinsäule befindet sich, wie auch der Heinrich-Zille-Gedenkstein, im Heinrich-Zille-Hain. Der Obelisk wurde 1889/99 anlässlich des seit 800 Jahren bestehenden Fürstenhauses Wettin und der 15 Jahre dauernden Regierungszeit König Alberts von Sachsen, errichtet. 1956 wurde der Stein für die Verfolgten des Naziregimes und Opfer des Faschismus 1933–1945 umgestaltet. Das heute schmucklose Denkmal zeigt an den vier Seiten die von Lorbeerkränzen umrahmten Symbole des deutschen und internationalen Widerstandes gegen das Naziregime.

#### Heroldstein
Der Heroldstein befindet sich am Stadtrand von Radeburg, am Ende der Freiheitsstraße. Der von vier Birken umgebene Stein wurde zur Erinnerung an einen 23-jährigen Studenten, der sich aus Liebeskummer und tiefster Verzweiflung das Leben nahm, errichtet. Der Sohn Professor Herolds aus Marburg wollte die Trauung seiner Braut mit einem anderen verhindern. Er befand sich aber in Radeburg, statt in Radeberg, wo die Hochzeit stattfinden sollte.

#### Illing-Grabmal
Das Illing-Grabmal im Kirchgarten ist ein dreiseitiger, 2,85 m hoher barocker Sandstein-Obelisk. Er erinnert an den Apotheker und Bürgermeister Johann Georg Illing aus Radeburg, dessen Witwe und deren zweiten Mann Johann Christoph Wesske. Der Gedenkstein besteht aus drei Teilen, die eine bildliche Predigt beinhalten. In den Höhlungen des felsenartigen Unterbaus stehen drei Särge und darauf Kartuschen mit Spiegeln an den drei Seiten, welche die Lebensdaten der Verstorbenen zeigen und von Rosen eingerahmt sind. Im oberen Bereich zeigt der Stein wie ein Siegeszeichen nach oben und wird von einem Wolkenball abgeschlossen.

#### Opfermahnmal des Ersten und Zweiten Weltkrieges
Das Opfermahnmal des Ersten und Zweiten Weltkrieges wurde am 27. November 1921 zur Ehrung der im Ersten Weltkrieg gefallenen Soldaten vor dem neuen Friedhof Radeburgs eingeweiht – zwei Jahre nachdem der Radeburger Verschönerungsverein der Stadt den Vorschlag unterbreitet hatte, ein solches zu errichten. Der Verein veranlasste auch die umfangreiche Sammlung zur Finanzierung. Auf dem sarkophagartigen Unterbau stand an der Vorderseite, zwischen zwei Tafeln, die Inschrift Unseren Helden von 1914–1918. Als das Denkmal nach dem Zweiten Weltkrieg restauriert werden musste, wurde auch die alte Inschrift geändert in Die Toten Mahnen und die Jahreszahlen der Weltkriege. Auf dem Sarg ruht eine Figurengruppe. Ein Soldat beugt sich betend über einen Gefallenen. Darunter befindet sich auf der dreistufigen Sargplatte die Inschrift Ich hatt’ einen Kameraden.

#### Postmeilensäule

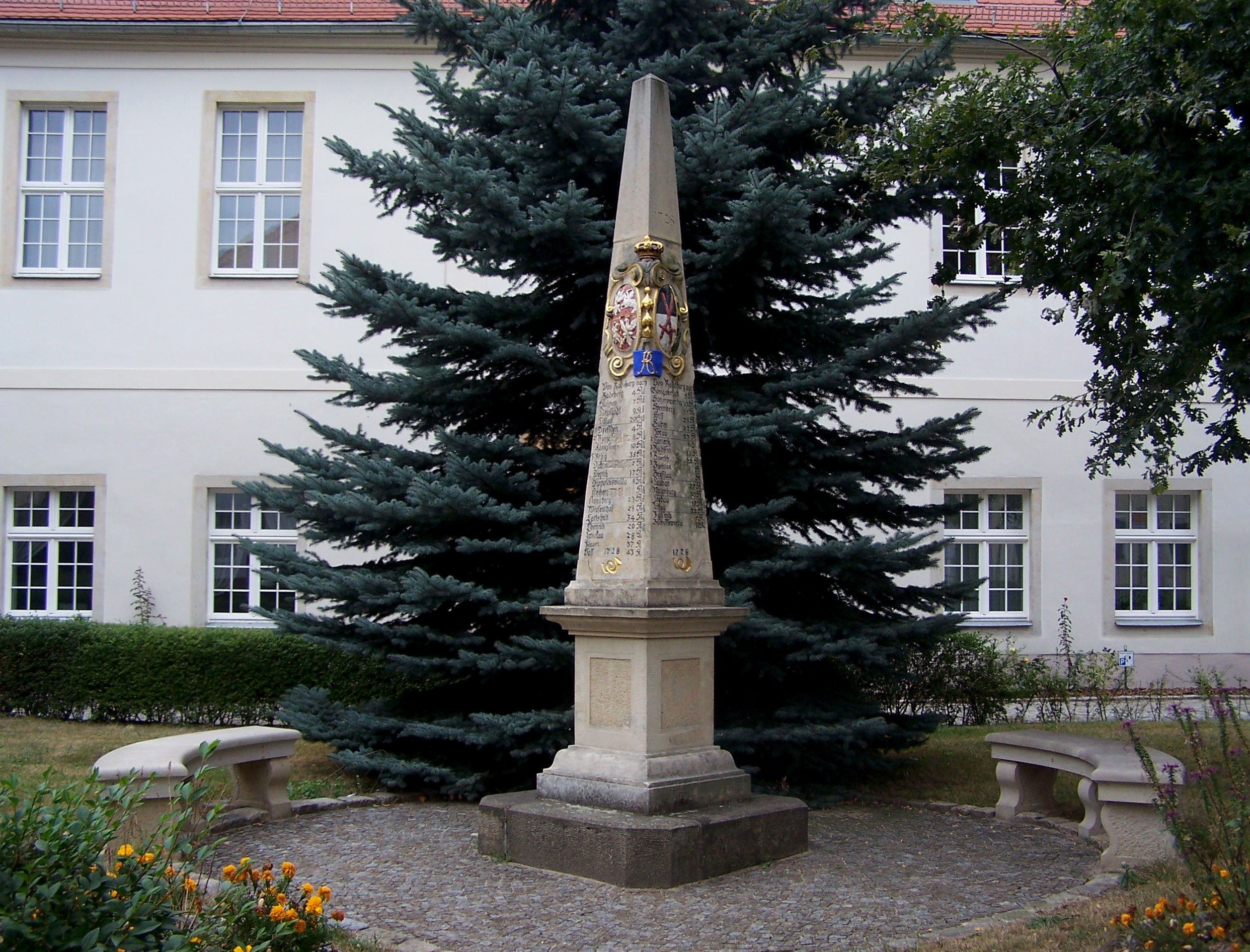
Kursächsische Postmeilensäule

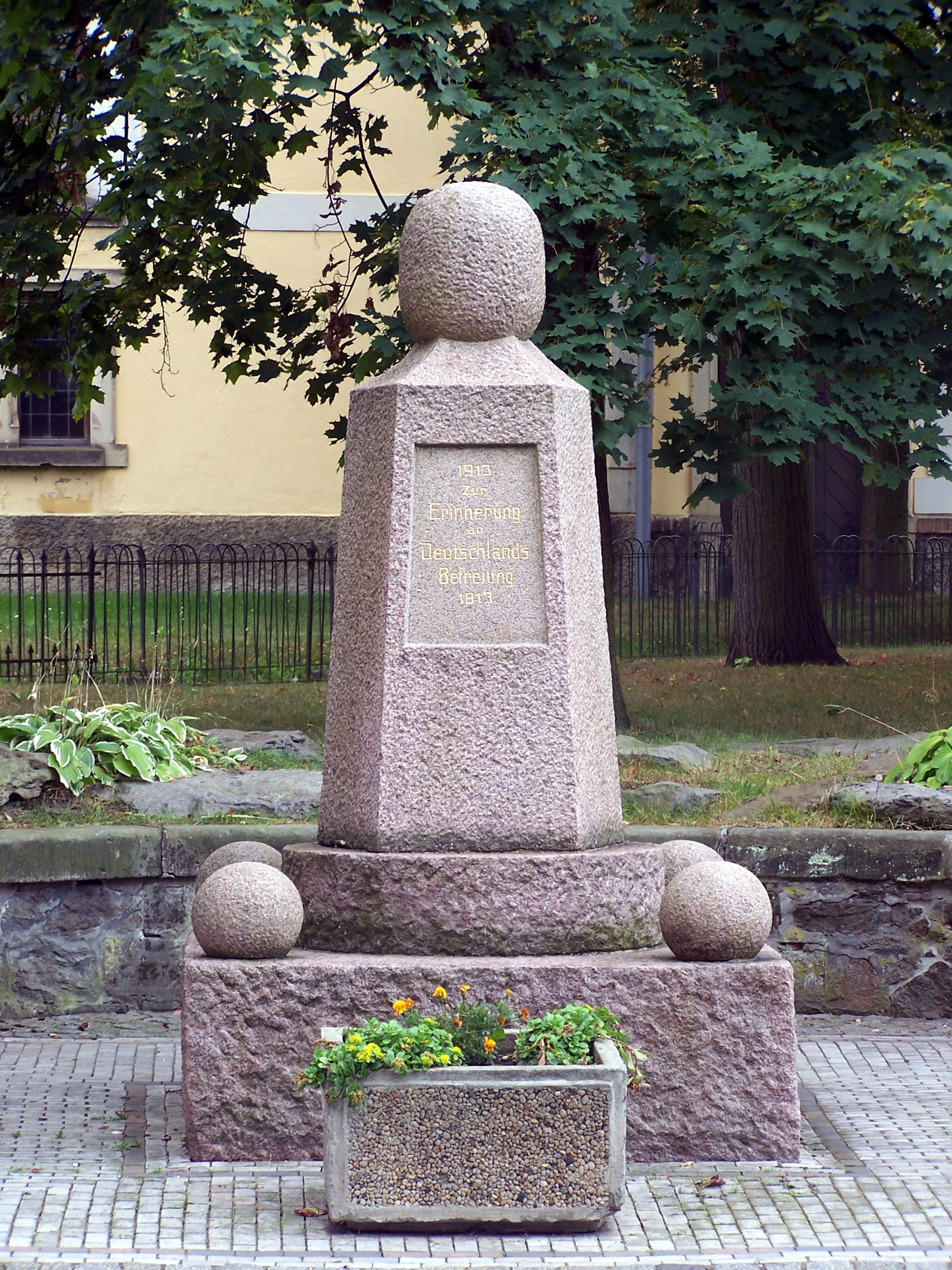
Jahrhundertstein

Die kursächsische Postmeilensäule wurde 1728 auf dem Markt errichtet, mehrfach umgesetzt bzw. verändert und 2002 letztmals restauriert. Sie besteht aus einem Fundament, einem Sockel, dem Schriftteil als Informationsträger mit dem integrierten Wappenteil und einer Spitze. Sie steht gegenüber dem Rathaus in einer kleinen bepflanzten Anlage, vor dem ehemaligen Schloss.

#### Jahrhundertstein
Der Jahrhundertestein befindet sich gegenüber dem Heimatmuseum, am Kirchengarten. Er soll an die Befreiungskriege 1812/13 erinnern. 100 Jahre später fand die feierliche Einweihung, anlässlich des Jubiläums der Völkerschlacht bei Leipzig, statt.

#### Königlich-Sächsische Meilensteine
Die königlich-Sächsischen Meilensteine entstanden ab 1859, nach der Neuvermessung Sachsens (1840 bis 1875: 1 Meile = 7,5 km). Ein königlich-sächsischer Stationsstein aus Cottaer Sandstein dieses Systems befindet sich an der Kreuzung Dresdner-/Moritzburger Straße. Er wurde 1860 gesetzt. Auf der Vorderseite ist er mit einer mittleren gusseisernen Königskrone und der originalen Inschrift „Radeburg“ versehen. Die bekannten Entfernungsangaben nach Moritzburg und Dresden auf der Rückseite sowie die originalen großen Kronen auf beiden Seiten, statt der einen mittleren Krone, fehlen heute jedoch.

#### Steinkreuz
Das Steinkreuz auf der Röderstraße an der Furt ist das älteste Denkmal Radeburgs. Das sandsteinerne Wendekreuz aus der Zeit des Hochmittelalters hat die Form eines lateinischen oder Passionskreuzes. Die Form lässt sich noch gut erkennen, auch wenn der Kopf des Kreuzes schon seit längerer Zeit fehlt und der Stein allgemein stark verwittert ist. Das Steinkreuz war eine Wegemarkierung. Alte Handelswege führten von Meißen kommend an dieser Stelle über die Röder, weiter nach Königsbrück und Bautzen. Seit 1972 steht es unter Denkmalschutz.

#### Denkmal an der Heinrich-Zille-Schule
An der Heinrich-Zille-Schule ist eine Skulptur des Malers Heinrich Zille aufgestellt. Sie war der Vorentwurf des in Berlin stehenden Zille-Denkmals des Berliner Bildhauers Heinrich Drake.

## Wirtschaft und Infrastruktur

### Bildung
Radeburg hat eine Grundschule auf dem Meißner Berg sowie eine Oberschule (Heinrich-Zille-Oberschule).

### Tourismus
Radeburg unterscheidet sich von den touristischen Hochburgen in der Nachbarschaft – Dresden, Moritzburg und Meißen – durch eher sanften Tourismus. In der touristisch eher wenig erschlossenen Region liegt der Reiz in der Stille und Beschaulichkeit der Natur.
In Radeburgs Kernstadt ist das für das Mittelalter typische Gassensystem noch weitgehend erhalten, was seinen besonderen Reiz hat. Touristische Attraktionen sind die Lößnitzgrundbahn und das Heimatmuseum sowie der alljährlich stattfindende Radeburger Volkskarneval. Radeburg gilt als Sachsens Karnevalshochburg.

### Wirtschaft
In Radeburg befindet sich nahe der A13 ein Gewerbegebiet. Aufgrund der Lage und der Verkehrsanbindung, hat sich eine Vielzahl von Spediteuren und Gewerbetreibenden in dem Gewerbegebiet niedergelassen. Die Kapazitäten des Gebietes sind erschöpft. Beinahe alle Grundstücke sind entweder bebaut oder an Investoren verkauft.

## Persönlichkeiten

### Söhne und Töchter der Stadt

#### Abraham Gensreff
Abraham Gensreff wurde 1577 als Sohn des Radeburger Pfarrers David Gensreff geboren und war Theologe und Komponist. Er starb 1637 als Superintendent in Freiberg.

#### Johann Georg Schiebel
Der 1656 geborene Dichter und Philosoph Johann Georg Schiebel war nach seinem Studium Rektor und Kantor in Radeburg. Er trug die sogenannte Dichterkrone. Einige seiner Werke entstanden in Radeburg, wo er auch seine letzte Ruhe fand.

#### Heinrich Zille
Am 10. Januar 1858 wurde hier der Maler Heinrich Zille als Sohn des Uhrmachers Johann Traugott Zille und dessen Ehefrau Ernestine Louise geboren. Sein Geburtshaus ist 1859 abgebrannt. Das an dessen Stelle (heutige Adresse: Markt 11) errichtete neue Gebäude trägt seit 1958 (100. Geburtstag) eine Gedenktafel.
1861 erwarb Zilles Vater in Dresden für 5000 Thaler ein Grundstück, wohin die Familie umzog.
Das Heimatmuseum Radeburg mit einer ständigen Ausstellung zu Leben und Werk des Malers verleiht seit 2019 den Heinrich-Zille-Karikaturenpreis. Eine Straße, die Oberschule und der Stadtpark sind nach ihm benannt.

#### Hellmuth Muntschick
Der vor allem in der Oberlausitz populäre Maler und Grafiker Hellmuth Muntschick wurde am 11. Januar 1910 in Radeburg geboren.

#### Paul Tiedemann
Der erfolgreiche Handball-Spieler und -trainer Paul Tiedemann kam 1947 nach Radeburg. Er bestritt für die DDR über 100 Länderspiele und krönte seine Trainerlaufbahn mit dem Olympiasieg 1980 in Moskau.

#### Henry Hasenpflug
Der frühere Präsident der Landesdirektion Dresden, Henry Hasenpflug wurde am 3. September 1948 hier geboren und war Präsident des Radeburger Carnevals-Clubs (RCC).